# Daichi Hara
Daichi Hara (japanisch 原 大智, Hara Daichi; * 4. März 1997 in Shibuya, Tokio) ist ein japanischer Freestyle-Skier. Er startet in den Buckelpisten-Disziplinen Moguls und Dual Moguls.

## Werdegang
Hara startete in den Wintern 2012/13 und 2013/14 im Nor-Am Cup und belegte dabei die Gesamtplatzierungen 43 und 29. Sein Debüt im Weltcup hatte er im Januar 2015 in Calgary, das er auf dem 37. Platz im Moguls beendete. Im März 2015 wurde er japanischer Moguls-Meister. Zu Beginn der Saison 2015/16 kam er in Ruka mit dem siebten Platz im Dual Moguls erstmals unter die ersten Zehn im Weltcup. Im weiteren Saisonverlauf erreichte er vier weitere Top-10-Platzierungen und zum Saisonende den achten Platz im Moguls-Weltcup. Bei den Juniorenweltmeisterschaften 2016 in Åre gelang ihn der 16. Platz im Moguls und der fünfte Rang im Dual Moguls.
In der folgenden Saison 2016/17 kam Hara im Weltcup mit drei Top-10-Platzierungen auf den 17. Platz im Moguls-Weltcup. Ende Februar 2017 holte er bei den Winter-Asienspielen 2017 in Sapporo die Silbermedaille im Dual Moguls. Bei den Weltmeisterschaften 2017 in der Sierra Nevada errang er den 23. Platz im Moguls-Wettbewerb.
Bei den Olympischen Winterspielen 2018 in Pyeongchang gewann Hara die Bronzemedaille im Moguls-Wettbewerb. Zwei weitere Bronzemedaillen in beiden Disziplinen kamen bei den Weltmeisterschaften 2019 in Park City hinzu. Im März 2019 gewann er bei der Winter-Universiade in Krasnojarsk Silber im Moguls-Wettbewerb.

## Erfolge

### Olympische Spiele
- Pyeongchang 2018: 3. Moguls

### Weltmeisterschaften
- Park City 2019: 3. Moguls, 3. Dual Moguls

### Weltcup
Hara errang im Weltcup bisher einen Podestplatz.
Weltcupwertungen:
| Saison  | Gesamt | Gesamt | Moguls | Moguls |
| Saison  | Platz  | Punkte | Platz  | Punkte |
| ------- | ------ | ------ | ------ | ------ |
| 2014/15 | 187.   | 2      | 41.    | 16     |
| 2015/16 | 37.    | 27     | 8.     | 216    |
| 2016/17 | 95.    | 14,27  | 17.    | 157    |
| 2017/18 | 112.   | 12,10  | 21.    | 121    |
| 2018/19 | 21.    | 36,11  | 6.     | 325    |

### Juniorenweltmeisterschaften
- Chiesa in Valmalenco 2014: 34: Moguls
- Åre 2016: 5. Dual Moguls, 16. Moguls

### Weitere Erfolge
- Winter-Universiade 2019: 2. Moguls, 4. Dual Moguls
- 1 japanischer Meistertitel (Moguls 2015)